# Ciclisme als Jocs Olímpics d'Estiu de 2024
Les competicions de ciclisme als Jocs Olímpics d'estiu de 2024 a París estan programades entre el 27 de juliol i l'11 d'agost en quatre escenaris diferents (Pont d'Iéna per a la ruta i la contrarellotge; Velòdrom de Saint-Quentin-en-Yvelines per al ciclisme en pista i BMX; Cim d'Élancourt per al ciclisme de muntanya i la Plaça de la Concorde per al BMX freestyle). El programa olímpic inclou vint-i-dues proves de cinc disciplines.
Les competicions de ciclisme s'han disputat en totes les edicions dels Jocs Olímpics d'estiu des que l'Olimpíada moderna va reviure el 1896, juntament amb l'atletisme, la gimnàstica artística, l'esgrima i la natació.
Hi haurà 514 ciclistes en competició, dividits igualitàriament entre homes i dones per primera vegada en la història de l'esport. D'aquesta manera, s'assoleix l'objectiu d'igualtat de gènere que s'havia imposat la Unió Ciclista Internacional (UCI). Com que a Tòquio 2020 ja s'havia assolit aquest objectiu en les competicions de bicicleta de muntanya, curses de BMX i estil lliure de BMX, de cara a París 2024 s'instituïren diversos canvis en el ciclisme de carretera i pista per tal d'aconseguir-lo també en aquestes modalitats. Per aquest motiu es van transferir algunes places masculines a les proves femenines i es va incrementar el número de ciclistes que participen a la prova d'esprint femení, passant de dues a tres integrants per equip.
D'acord amb les recomanacions de l'agenda 2020 del Comitè Olímpic Internacional, el ciclisme tindrà catorze places menys en aquests Jocs que les que tingué el 2020, una reducció que afecta les curses de carretera i la bicicleta de muntanya. No obstant això, la distribució d'una plaça extra per al ciclisme en pista i sis en BMX freestyle, amb l'augment del nombre d'atletes en les proves masculines i femenines de nou a dotze, contraresta en part la moderada disminució de les places de ciclisme que s'ofereixen en aquests Jocs.
A desgrat de la reducció de participants en les seves modalitats, el ciclisme comptarà amb vint-i-dues proves repartides en cinc disciplines, una quantitat similar a les que hi hagué a Tòquio. Si bé hi haurà competicions ciclistes tots els dies dels Jocs, París 2024 serà testimoni d'alguns canvis de programació respecte a l'edició anterior ja que els medallistes de contrarellotge individual masculina i femenina es lliuraran el primer dia de la competició.
A banda, per tal d'evitar problemes de trànsit a París, es va designar un indret especial per a l'entrenament, el Polígon de Vincennes.

## Seus de la competició

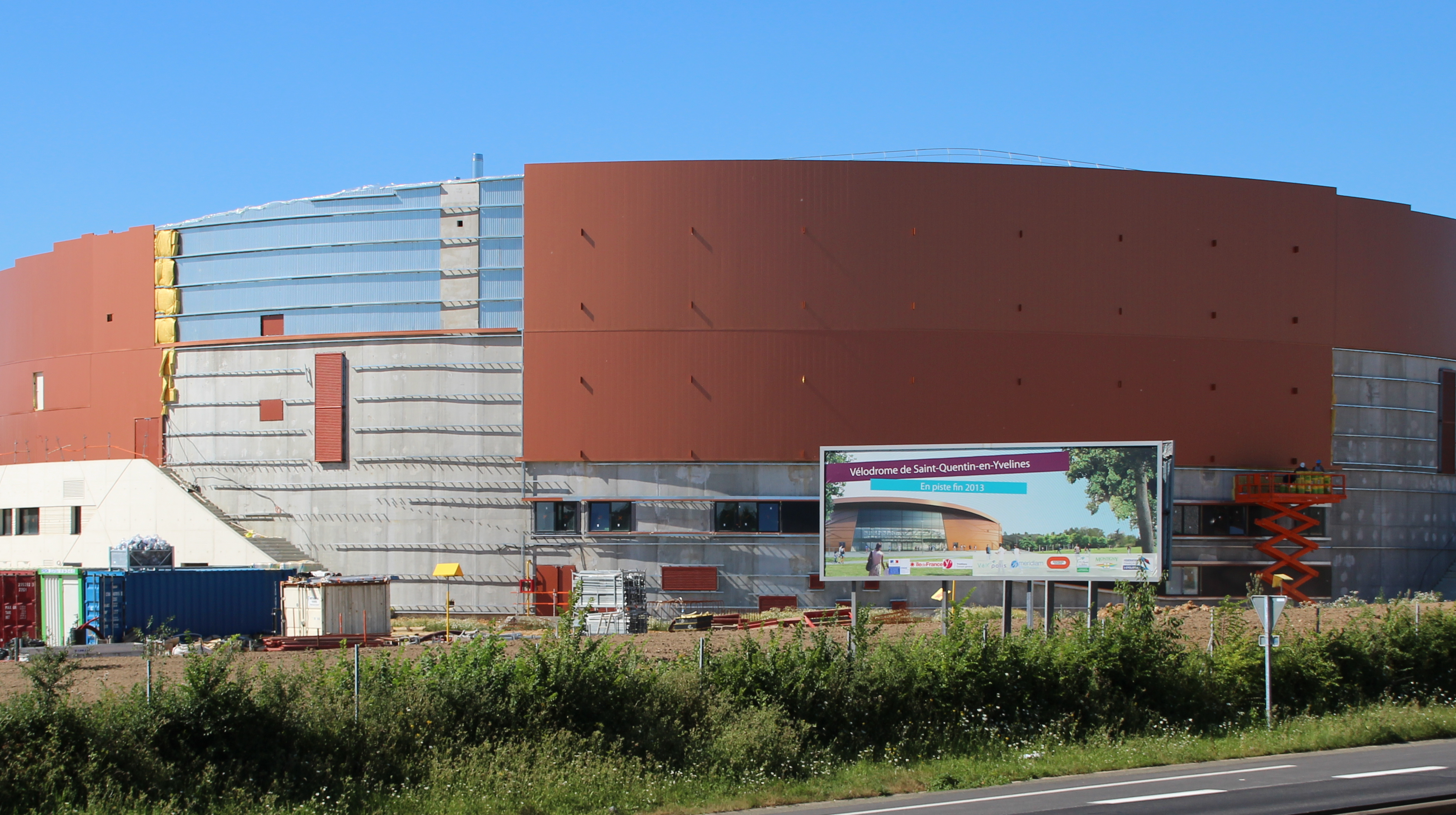
Imatge del Velòdrom Nacional.

- Ciclisme en ruta – Circuit amb sortida a Els Invàlids i arribada al pont Alexandre III (contrarellotge) i amb sortida i arribada a la Plaça del Trocadéro (ruta).
- Ciclisme en pista – Velòdrom Nacional (ubicat a Saint-Quentin-en-Yvelines).
- Ciclisme de muntanya – Colline d'Élancourt (a Élancourt).
- BMX carrera – Estadi de BMX de Saint-Quentin-en-Yvelines (a Saint-Quentin-en-Yvelines).
- BMX estil llibre – Plaça de la Concorde (París).

## Resum de medalles

### Ciclisme en ruta

#### Categoria masculina
| Proves                 | Or                    | Plata                  | Bronze                   |
| Prova en ruta detalls  | Remco Evenepoel (BEL) | Valentin Madouas (FRA) | Christophe Laporte (FRA) |
| Contrarellotge detalls | Remco Evenepoel (BEL) | Filippo Ganna (ITA)    | Wout van Aert (BEL)      |

#### Categoria femenina
| Proves                 | Or                     | Plata                | Bronze              |
| Prova en ruta detalls  | Kristen Faulkner (USA) | Marianne Vos (NED)   | Lotte Kopecky (BEL) |
| Contrarellotge detalls | Grace Brown (AUS)      | Anna Henderson (RUN) | Chloé Dygert (USA)  |

### Ciclisme en pista

#### Categoria masculina
| Proves                        | Or                                                                     | Plata                                                                                  | Bronze                                                                   |
| Keirin detalls                | Harrie Lavreysenl (NED)                                                | Matthew Richardson (AUS)                                                               | Matthew Glaetzer (AUS)                                                   |
| Madison detalls               | PortugalIúri Leitão · Rui Oliveira                                     | ItàliaSimone Consonni · Elia Viviani                                                   | DinamarcaNiklas Larsen · Michael Mørkøv                                  |
| Òmnium detalls                | Benjamin Thomas (FRA)                                                  | Iúri Leitão (POR)                                                                      | Fabio Van den Bossche (BEL)                                              |
| Persecució per equips detalls | AustràliaOliver Bleddyn · Sam Welsford · Conor Leahy · Kelland O'Brien | Regne UnitEthan Hayter · Daniel Bigham · Charlie Tanfield · Ethan Vernon · Oliver Wood | ItàliaSimone Consonni · Filippo Ganna · Francesco Lamon · Jonathan Milan |
| Velocitat individual detalls  | Harrie Lavreysenl (NED)                                                | Matthew Richardson (AUS)                                                               | Jack Carlin (RUN)                                                        |
| Velocitat per equips detalls  | Països BaixosRoy Hvan den Berg · Harrie Lavreysen · Jeffrey Hoogland   | Regne UnitEd Lowe · Hamish Turnbull · Jack Carlin                                      | AustràliaLeigh Hoffman · Matthew Richardson · Matthew Glaetzer           |

#### Categoria femenina
| Proves                        | Or                                                                             | Plata                                                                       | Bronze                                                                 |
| Keirin detalls                | Ellesse Andrews (NZL)                                                          | Hetty van de Wouw (NED)                                                     | Emma Finucane (RUN)                                                    |
| Madison detalls               | ItàliaChiara Consonni · Vittoria Guazzini                                      | Regne UnitElinor Barker · Neah Evans                                        | Països BaixosMaike van der Duin · Lisa van Belle                       |
| Òmnium detalls                | Jennifer Valente (USA)                                                         | Daria Pikulik (POL)                                                         | Ally Wollaston (NZL)                                                   |
| Persecució per equips detalls | Estats UnitsJennifer Valente · Lily Williams · Chloé Dygert · Kristen Faulkner | Nova ZelandaAlly Wollaston · Bryony Botha · Emily Shearman · Nicole Shields | Regne UnitElinor Barker · Josie Knight · Anna Morris · Jessica Roberts |
| Velocitat individual detalls  | Ellesse Andrews (NZL)                                                          | Lea Friedrich (GER)                                                         | Emma Finucane (RUN)                                                    |
| Velocitat per equips detalls  | Regne UnitKaty Marchant · Sophie Capewell · Emma Finucane                      | Nova ZelandaRebecca Petch · Shaane Fulton · Ellesse Andrews                 | AlemanyaPauline Grabosch · Emma Hinze · Lea Friedrich                  |

### Ciclisme de muntanya
| Prova         | Or                           | Plata                 | Bronze               |
| Homes detalls | Tom Pidcock (GBR)            | Victor Koretzky (FRA) | Alan Hatherly (RSA)  |
| Dones detalls | Pauline Ferrand-Prévot (FRA) | Haley Batten (USA)    | Jenny Rissveds (SWE) |

### BMX

#### Categoria masculina
| Prova                     | Or                    | Plata               | Bronze                 |
| Cursa masculina detalls   | Joris Daudet (FRA)    | Sylvain André (FRA) | Romain Mahieu (FRA)    |
| Freestyle masculí detalls | José Torres Gil (ARG) | Kieran Reilly (RUN) | Anthony Jeanjean (FRA) |

#### Categoria femenina
| Prova                    | Or                    | Plata                | Bronze              |
| Cursa femenina detalls   | Saya Sakakibara (AUS) | Manon Veenstra (NED) | Zoé Claessens (SUI) |
| Freestyle femení detalls | Deng Yawen (CHN)      | Perris Benegas (USA) | Natalya Diehm (AUS) |

### Medaller
| Posició | Delegació       | Or | Argent | Bronze | Total |
| 1       | França          | 3  | 3      | 3      | 9     |
| 2       | Països Baixos   | 3  | 3      | 1      | 7     |
| 3       | Austràlia       | 3  | 2      | 3      | 8     |
| 4       | Estats Units    | 3  | 2      | 1      | 6     |
| 5       | Regne Unit      | 2  | 5      | 4      | 11    |
| 6       | Nova Zelanda    | 2  | 2      | 1      | 5     |
| 7       | Bèlgica         | 2  | 0      | 3      | 5     |
| 8       | Itàlia          | 1  | 2      | 1      | 4     |
| 9       | Portugal        | 1  | 1      | 0      | 2     |
| 10      | Argentina       | 1  | 0      | 0      | 1     |
| 10      | R.P. de la Xina | 1  | 0      | 0      | 1     |
| 12      | Alemanya        | 0  | 1      | 1      | 2     |
| 13      | Polònia         | 0  | 1      | 0      | 1     |
| 14      | Dinamarca       | 0  | 0      | 1      | 1     |
| 14      | Sud-àfrica      | 0  | 0      | 1      | 1     |
| 14      | Suècia          | 0  | 0      | 1      | 1     |
| 14      | Suïssa          | 0  | 0      | 1      | 1     |
|         | TOTAL           | 22 | 22     | 22     | 66    |